# Ardis II
Ardis II, anche noto come Ardi (in greco antico: Άρδης?; fl. VII secolo a.C.), fu il ventisettesimo re di Lidia, il secondo della dinastia dei Mermnadi; regnò 49 anni, probabilmente dal 682 a.C. al 633 a.C.
Secondo quanto sappiamo dalle Storie di Erodoto, Ardis salì al trono alla morte del padre Gige e gli succedette il figlio Sadiatte. Conquistò Priene e invase il territorio di Mileto; fu durante il suo regno che i Cimmeri, incalzati dagli Sciti nomadi, giunsero in Asia Minore e conquistarono Sardi, tranne l'acropoli.

## Politica estera
Ardis continuò la politica estera del padre. Pagando un tributo al re assiro Assurbanipal, ricevette sostegno nella guerra contro i Cimmeri. Allo stesso tempo, cercò di conquistare le città greche sulla costa occidentale dell'Asia Minore.
Secondo lo storico greco Erodoto di Alicarnasso, Ardis regnò per 49 anni, durante i quali il re fece incursioni a Mileto e prese Priene, mentre i Cimmeri conquistarono la capitale lidia di Sardi, ad eccezione dell'Acropoli. Tuttavia, l'Assiria era in declino dopo la perdita dell'Egitto nel 664 a.C., e non è escluso che i Cimmeri abbiano potuto approfittare della situazione per penetrare nuovamente in Lidia.
Non c'è motivo di dubitare che Ardis abbia avuto più successo nelle sue guerre greche. Conquistò Priene e combatté contro Mileto, la principale potenza greca in Asia. Questa guerra l'aveva ereditata dal padre, ma Ardis sembra essersi reso conto che il suo esercito non avrebbe mai potuto conquistare Mileto, una potenza navale. Collaborando con il suo vecchio nemico, Ardis permise ai milesi di fondare nuove città sulle coste meridionali del Mar Nero, che pagavano un tributo al re lidio. Una di queste città era Abido (l'odierna Çanakkale).